# Lengyel-Tátra
A Lengyel-Tátra geográfiai (nem politikai) értelemben már a történelmi Árvában kezdődik, az Oszobita (1687 m) csúcsával s a Liptói-havasok, majd a Magas-Tátra északi szegélyeként kelet felé a Roztoka és Bialka-patak völgyéig vonul, magába foglalja Liptói-havasok és a Magas-Tátra északi töredékét. Itt található a Magas-Tátra Lengyelországba eső 175 km²-e, és annak legmagasabb csúcsa, a Rysy (Tengerszem-csúcs, 2500 m), mely egyben egész Lengyelország legmagasabb pontja.
Szorosan csatlakozik a központi gránitvonulathoz s attól csak az árvai Sztudena-Latana patakok völgyei, a határmenti Tomanova-hágó (1689 m), a Csendes-völgy legfelső szakasza, a határmenti Sima-hágó (1994 m), a lengyel Öt-tavak medencéje, és a Roztoka-völgy választja el. Ez a terület tehát nem azonos a politikai Lengyel-Tátrával, mert Árva megye területére is kiterjed, viszont nem tartozik hozzá a Halas-tó völgye s annak hegykoszorúja. Túlnyomórészt mészkőhegyek, csupán legkeletibb, de egyben leginkább magashegyi jellegű szakaszát: a Swinicából kiágazó gerincet alkotja gránit. A Fekete Dunajec mindkét ága: a Chocholowi- és Koscieliska-völgyek a hegységet teljesen átvágják s utat nyitnak a Liptói-havasok szívébe; ezek az áttörési szakaszok alkotják különösen a Koscieliska-völgy híres szépségeit. Hegységünket a vizek egyébként is erősen feldarabolták: legalábbis négy főrészre. A Ny-i darab, a Chocholowi-völgyig, az Oszobita csoportja; a Chocholowi-völgy és Koscieliska-völgy közt a sziklás Kominy Telkowe (1826 m); a Koscieliska-völgytől a Liliove-hágóig a határthordozó, nagyrészt fűves-törmelékes Czerwone Wierchy (Vörös-hegyek, 2128 m), előtérükben, Zakopane fölött a Giewonttal (1900 m); végül pedig a Liliove-hágótól, illetőleg a Swinnica (2306 m) határcsúcsától indul a Lengyel-Tátra legnagyobb, legvadabb, gránitból faragott vonulata: a Swinnica-Granaty-Woloszyn gerince.
Mind e hegyek É-i lábait széles homokkőpászta szegélyezi, melyek hegyei Árvában még tekintélyes magasságra emelkednek (Szkorusina, 1312 m), míg a lengyel oldal hegyi tanyákkal teleszórt hegyvidéke (Podhala) lassan a nowytargi medencébe hanyatlik.
Az Oszobita szép csoportjához három völgy vezet bennünket: az Árva folyó két mellékfolyójának: a Sztudena-pataknak és Oravicénak völgyei, valamint a Fekete Dunajec Ny-i forrásvölgye: a Chocholowi-völgy. Az a fentebb már említett menedékház, amelyet a Sztudena-völgy egyik felső ágát alkotó Latana-völgyben (1924-26), majd a fővölgy Zverovka rétjén (1928-ban) a KCST alsókubini osztálya épített: bár elsősorban a Rohács-csoportnak szólott, az Oszobita meglátogatásánál is jó szolgálatot tesz, éppúgy a Varsói Síklubnak (Warszawski Klub Narciarzy) a Chocholowka-réten (1150 m) 1930-31-ben épült 55 személyes menedékháza is. Kizárólag az Oszobitának szól az a menedékház, amelyet a KCST turdossini osztálya 1931-ben az Oravice egyik, az Oszobitáról ÉK-nek lefutó mellékvölgyében: a Sucha-dolinában régi vadászház átalakításával létesített (ez úgy látszik, már meg is szűnt), valamint ugyanez osztálynak Oravicéban 10000 csK költséggel épített, 32 ágyas menedékháza (1934).
Úgy, mint ahogyan az Oszobita környékének vizeit az Oravice, azonképen a Giewont környékének patakjait a Fehér Dunajec gyűjti össze. Előbbi fejénél, patakjai összefolyásánál az árvai Oravice, utóbbinál a lengyel Zakopane települt. Míg azonban előbbi szegényes telep, mely, mint láttuk, csak a legújabb időben nyújt némi lehetőséget az idegenek befogadására (a KCST fentebb említett menedékházán kívül a gyönyörű fekvésű s pompás környékkel bíró telepet vendéglő, vadászház, kápolna s legújabban nehány villa alkotja), addig utóbbi néhány évtized alatt világfürdővé nőtt, ahol évente a vendégek tízezrei fordulnak meg. E fejlődést is turistaegyesület indította meg, a MKE testvéregyesülete: a Towarzystwo Tatrzanskie.
Turistaszempontnál négy külön csoportot, illetőleg útvonalat alkot: legkeletibb része az igazi magashegység-jellegű és komoly hegymászóproblémákat nyujtó Swinica-Woloszyn vonulat; külön terület a Zakopane feletti Giewont és környéke, valamint Ny-on a Fekete Dunajec két völgye: a Koscieliska- és Chocholowi-völgyek.
A Swinica-Woloszyn gerinc túráinak kiindulópontja ÉNy-on a Suchawoda felső völgye: a Hala Gasienicowa havasi pásztortanyája, illertőleg a Czarny Staw (Fekete fó), DK-en pedig a Lengyel-öt-tónak katlanából a Bialka-völgybe ereszkedő Roztoka-völgy. Minde helyeken a lengyel turistaság fontos alkotásai állanak.
A Roztoka-völgy torkolatánál a PTT már 1876-ban épít kétszobás, konyhás, kamrás famenedékházat (Pol-menedékház) s azt 1897-ben, amikor a mellette elvezető halas-tavi országutat építeni kezdik, 23 személyesre bővítette, 1912-ben pedig új menedékházat épített. A réginek értékét (1900) 2680 K-ra, az újét (1930 körül) 50000 zl-ra becsülik. A lengyel Öt-tavak legnagyobbikának alsó partján 320 K költséggel kis kőkunyhó épül (1876, Zejszner-menedékház); 1898-ban idehelyezik a Hala Waksmundzka közelében (Czerwone Brzegi), a Halas-tó felé vezető gyalogút mentén 1891-ben épült, de közben ott a halas-tavi országút kiépítése folytán feleslegessé vált fakunyhót s azt a következő években további két helyiséggel bővítik (8 ágy, értékét 1900-ban 2500 K-ra becsülik . A háború után (1931) itt mintegy 120000 zl költséggel emedetes, 6-szobás, mintegy 70 hálóhelyes famenedékházat emelnek, majd pedig, amikor ez az épület télen nem vált be, azt 1933-ban 25000 zl költséggel kőházzá építik át.
A Hala Gasienicowa pásztortanyája a Zakopanéból jövő turistaforgalom fontos állomása; a PTT 1890-ben itt telket és két szénakunyhót vásárol; az egyiket egy szobával bővítve (1894) 7-ágyas menedékházzá fejleszti, a másikat a vezetők szállásául szánja (értéküket 1900-ban 1800, ill. 300 K-ra becsülik); a háború után a PTT varsói osztályának kezdeményezésére itt épül az egész Tátra legpompásabb menedékháza: 1925-ben avatják ezt a több, mint 40 helyiséggel, 120 ággyal bíró, mintegy 500000 zl értéket képviselő házat. Közelében 8-szobás, 40 hálóhelyes magánmenedékház.
Vendéglős menedékház épült (1911 körül) a Gasienicowa-Fekete-tó partján is (1925-ben leégett), míg egyszerűbb menedékkunyhókat többfelé emeltek, legelsősorban természetesen a leglátogatottabb útvonalat és kilátópontok körül. A Halas-tónak Jaszczurówkán és a Hala Waksmundzkán át a Roztoka-menedékházhoz vezető, hajdan népszerű útvonala mentén két ilyen kunyhó épült: a Sucha woda partján (Polana Poroniec, 1889; értékét 400 K-ra becsülték) és a Hala Waksmundzka közelében (Czerwone Brzegi, 1891); a halas-tavi országút kiépítése és a Zawrat útjának divatbajövetele óta ez az útvonal elvesztvén jelentőségét, az utóbbi kunyhót, mint fentebb már említettem, 1898-ban az Öt-tó partjára helyezik át. Kunyhó épült továbbá a Kereszt-nyereg (Krzyzne) (Nowicki-kunyhó, 1880, 240 K) a Swinica és Szélső-torony (Skrajna Turnia) közti hágóban (1890, 320 K), Gasienicowa-Zöld-tó fölött( 1896, 200 K költséggel; 1906-ban a hó tönkretette, mire 1907-ben újjáépítik), a Miedziane alatt (1894, 300 K költséggel; azóta elpusztult), sőt liptói területen: a Szmrecsini-völgyben is (1895-ben, 100 K költséggel). Természetesen kiépült az úthálózat is, bár többnyire egyszerűbb módon, mint a déli oldalon. Turisták szempontjából legérdekesebb az a láncokkal, sodronykötelekkel, kampókkal megerősített útvonal, mely az említett Swinica-Woloszyn gerincen végig a Zawrat-hágójától a Roztoka-völgy torkolatáig vezet: ez a "Sas-út", melyet W. Gadowski tarnowi lelkész és F. Nowicki 1903-ban a PTT 1000 K-ás segélyének felhasználásával, de egyébként saját költségükön építettek.
Zakopane házi hegyének, a Giewontnak északi lejtőjén két szép sétaút kanyarog a hegyoldalban, keresztezve a Zakopanénak futó völgyeket; az egyik az erdőben: pod Reglami, a másik az erdők fölött: nad Reglami. Utóbbi a Kondratowa-völgyből egészen a Koscieliska-völgyig húzódik; ennek mentén, valamint a Zakopanénak futó völgyekben ugyancsak tömb védkunyhó épült, mint a Bramka-völgyben (1890, 200 K, átépítve 1905), a Strazyska-völgyben (itt két 200 K-ás kunyhó is épült; egyik: az Althkunyhó "pod Kominami" 1886-ban, majd másodszor 1907-ben, a másik "przy Siklawici" 1895-ben), valamint a Sarnia Skala alatt (1901). Kunyhó épült a határmenti Kondraczka-hágóban is (1889, majd 1909).
Ma a Strazyska-völgyben magánvendéglő áll, a Kalatowka-réten pedig a háború után a Tatrzanskie Towarzystwo Narciarzy (Tátrai Sí Egyesület) 7-szobás, 18-ágyas lakott símenedékházat épített.
A Koscieliska-völgy híres szépségi is korán ideirányítják a feltárómunkát. A PTT az idők folyamán a völgy négy helyén is létesít egyszerű védkunyhót. A legelső a völgy alsó részében, a hajdani vashámor környékén (Stare Koscieliska) épül (Goszczynski-kunyhó, 1875, 140 K), ezt azonban 1891-ben jóval följebb viszik, a Smytnia-rétre, a Pol-kereszthez, mivel régi helyén a területtulajdonos Zamoyski L. gróf épített háromszobás, vendéglős menedékházat, miután a völgy kocsiútja is kiépül (1886-98). Kunyhó épül azonkívül a Pisana-réten (az első 1887-1906 közt állott, a második 1907-ben épült: Znamirowski-kunyhó, 160 K), a Szmrecsini-tó fölött (1896, 300 K), végül pedig a Pyszna-réten, ahol a PTT síszakosztálya pásztorkunyhót rendez be síkunyhónak (1909); ez utóbbit 1933-ban jelentékenyen kibővítve 50 személy befogadására teszik alkalmassá.
A Koscieliska-völgy a Fekete Dunajec K-i ágának forrásvölgye, míg a Ny-ié a Chocholowi-völgy, melynek patakjai (Jarzebica, Starorobota) már a Liptói-havasok szívében erednek. A Starorobota-völgy torkolata közelében (Iwanowka-rét) a PTT 1912-ben síkunyhót épít, 1930-31-ben pedig az akkor már pusztuló kunyhó helyett: ettől Ny-ra, a Chocholowka-rét pásztortelepe fölött (1150 m) 55 hálóhelyes, villannyal, vízvezetékkeI ellátott pompás menedékházat épít, elsősorban természetesen a Liptói-havasok síterepei kedvéért.
A Lengyel-Tátra forgalmának, különösen pedig a síéletnek nagy lendületet adott az a 4 km hosszú és 900 m-es magasságkülönbséget legyőző kötélpálya, amely Kuznicét, Zakopane külvárosát a főgerincen emelkedő Gáspár-csúcs (Kasprowy Wierch, 1989 m) füves csúcsával kapcsolja össze s melynek középső állomását 1936 elején már meg is nyitották.